# Kanton Jargeau
Der Kanton Jargeau war von 1790 bis 2015 ein französischer Wahlkreis im Arrondissement Orléans, im Département Loiret und in der Region Centre-Val de Loire; sein Hauptort war Jargeau.

## Gemeinden
Der Kanton umfasste Wahlberechtigte aus zehn Gemeinden:
| Gemeinde            | Einwohner Jahr | Fläche km² | Bevölkerungsdichte | Code INSEE | Postleitzahl |
| ------------------- | -------------- | ---------- | ------------------ | ---------- | ------------ |
| Darvoy              | 1871 (2013)    | 8,58       | 218 Einw./km²      | 45123      | 45150        |
| Férolles            | 1216 (2013)    | 17,05      | 71 Einw./km²       | 45144      | 45150        |
| Jargeau             | 4499 (2013)    | 14,66      | 307 Einw./km²      | 45173      | 45150        |
| Neuvy-en-Sullias    | 1289 (2013)    | 25,28      | 51 Einw./km²       | 45226      | 45510        |
| Ouvrouer-les-Champs | 574 (2013)     | 10,54      | 54 Einw./km²       | 45241      | 45150        |
| Sandillon           | 3950 (2013)    | 41,31      | 96 Einw./km²       | 45300      | 45640        |
| Sigloy              | 688 (2013)     | 9,46       | 73 Einw./km²       | 45311      | 45110        |
| Tigy                | 2288 (2013)    | 47,29      | 48 Einw./km²       | 45324      | 45510        |
| Vannes-sur-Cosson   | 589 (2013)     | 35,65      | 17 Einw./km²       | 45331      | 45510        |
| Vienne-en-Val       | 1960 (2013)    | 35,94      | 55 Einw./km²       | 45335      | 45510        |